# Leptomantella nigrocoxata
Leptomantella nigrocoxata är en bönsyrseart som beskrevs av Mukherjee 1995. Leptomantella nigrocoxata ingår i släktet Leptomantella och familjen Tarachodidae. Inga underarter finns listade i Catalogue of Life.